# Sebo Tuymelaar
Sebo Cornelis Tuymelaar (Schoterland, 10 januari 1857 - Santpoort, 9 december 1911) was een Nederlandse burgemeester.

## Leven en werk
Tuymelaar werd in 1857 in  de Friese plaats Schoterland geboren als zoon van de koopman Cornelis Tjepko Tuymelaar en van Elisabeth Theodora Hendrika Blom. Tuymelaar werd op 17 april 1884 op 27-jarige leeftijd benoemd tot burgemeester van de Groningse gemeente Aduard. Op 20 juli 1897 volgde zijn benoeming tot burgemeester van de Zuid-Hollandse plaats Waddinxveen. Om gezondheidsredenen kreeg Tuymelaar, binnen een jaar na zijn herbenoeming in 1909, op zijn verzoek per 1 juni 1910 eervol ontslag verleend als burgemeester van Waddinxveen. Hij overleed anderhalf jaar later in december 1911 op 54-jarige leeftijd in zijn woonplaats Santpoort. Tuymelaar was ongehuwd.